# Rhapsodie roumaine no 1
La Rhapsodie roumaine no 1 en la majeur, opus 11 no 1, est une œuvre symphonique de Georges Enesco, composée en 1901. Elle est créée le 23 février 1903 à Bucarest sous la direction d'Enesco, accompagnée de sa sœur, la Rhapsodie roumaine op. 11 no 2 en ré majeur. C'est l'œuvre la plus connue du compositeur.

## Présentation
Cette rhapsodie est construite à partir de la musique populaire traditionnelle roumaine, procédé qu'Enesco avait déjà employé pour sa suite symphonique, le Poème roumain (1897). Utilisant des mélodies habituellement au répertoire de musiciens virtuoses tels que Grigoraș Dinicu, Enesco emprunte des thèmes parmi lesquels : Am un leu și vreau să-l beu (« Je veux dépenser mon sou à boire »), qu'Enesco a entendu dès son plus jeune âge, la danse « Hora lui Dobrică » (repère « 4 » de la partition), « lăutar Lea Chioru », composée d'une succession de danses, la chanson Mugur, mugurel (« Bourgeon, petit bourgeon ») et l'immortelle pièce de virtuosité Ciocârlia (« l'Alouette ») du finale (repère « 13 ? » de la partition), qui mène progressivement l'auditeur « jusqu'à une sorte d'ivresse sonore ».
L'inspiration la plus proche est celle des Rhapsodies hongroises de Liszt, que parfois le disque rapproche (par exemple les versions de Doráti ou de Stokowski).
Des deux rhapsodies, c'est la première, la plus exubérante, qui a toujours été la plus populaire, la seconde étant plus intime,. Enesco lui-même l'a jouée partout à la demande des organisateurs de concerts et a fini par en être écœuré, confesse-t-il dans une lettre de 1949.
La rhapsodie est dédiée au compositeur français Bernard Crocé-Spinelli, élève d'André Gedalge, directeur du conservatoire de Toulouse, puis de Bordeaux.

## Analyse
Bien qu'en un seul mouvement, les nombreuses indications de mouvement peuvent être distinguées :
- Modéré - Très vite - Premier mouvement -
- Posément - Même temps - Plus vite - Posément - Même temps -
- Posément - Plus vite - Encore plus vite -
- Très vif - Allègrement - Très vif

Durée : environ 12 minutes.

## Éditions
- Enoch (OCLC 1051472227)

## Arrangements
- pour piano (1949) par le compositeur lui-même[2]
- pour violon et piano de Marcel Stern
- pour quatuor avec piano de Thomas Wally (OCLC 1055162376)
- pour quintette, violons, violoncelle, contrebasse et piano, de N. Rudd (OCLC 17891799)
- Pour harmonica de Larry Adler (avec Les Colin au piano). Disque MMS 137 Guilde internationale du disque.

## Discographie

### Orchestre
Morceau brillant, la première Rhapsodie a été jouée par tous les grands chefs du XXe siècle : Mengelberg, Toscanini, Weingartner, Stokowski, Krauss, Silvestri, Paray, Doráti, Bernstein, Ormandy, Munch, Rojdestvenski, Celibidache, etc. — et les prestigieux orchestres du monde entier. Au disque, le choix est de qualité.
- Frederick Stock, Orchestre symphonique de Chicago (Columbia Masterworks X-203 / Lys LYS042/043) (OCLC 78574335)
- Georges Enesco, Orchestre de la radio de Bucarest (1936)
- Georges Enesco, Orchestre symphonique d'État de URSS (concert, 21 avril 1946, Melodiya / Dante)
- Georges Enesco, Orchestre des concerts Colonne (1952, Remington 149-47 / Varèse Sarabande VC 81042)
- Alexandre Gaouk (« Alexander Gauk Edition » Brilliant Classics)
- Clemens Krauss, Orchestre philharmonique de Vienne (18 août 1950, Teldec) (OCLC 1040409652)
- Constantin Silvestri, Orchestre philharmonique tchèque (1956, Supraphon)
- Constantin Silvestri, Orchestre philharmonique de Vienne
- Eugene Ormandy, Orchestre de Philadelphie (10 novembre 1957, Sony) — avec trois autres enregistrements, dont le premier du maestro, en 1937, qui est aussi la première gravure de sa discographie, avec l'orchestre du Minnesota, puis à Philadelphie en 1941 et 1972, tous pour RCA.
- Leopold Stokowski, Orchestre symphonique RCA Victor (7 février 1960, SACD RCA 82876-67903-2) — il existe un autre enregistrement de 1947 à Philadelphie et un autre de 22 juillet 1945 enregistré au Hollywood Bowl[6].
- Antal Doráti (Mercury)
- André Previn, Orchestre symphonique de Londres (197?,  EMI) (OCLC 20739343)
- Eduardo Mata, Orchestre symphonique de Dallas (13 mai 1981, RCA) (OCLC 317397014)
- Iosif Conta, Orchestre de la radio roumaine (1988, Marco Polo 8.223146)
- Horia Andreescu, Orchestre de la radio roumaine (juillet 1993, « œuvres pour orchestre vol. 2 » Olympia OCD 442)
- Christian Mandeal, Orchestre philharmonique George Enescu de Bucharest (1994, Arte Nova 271212) (OCLC 658944382)
- Guennadi Rojdestvenski, BBC Philharmonic (juin 1996, Chandos)
- Lawrence Foster, Orchestre philharmonique de Monte-Carlo (Erato ECD 75179 /Warner) (OCLC 930545245)
- Sergiu Comissiona, Orchestre symphonique de Vancouver (CBC)
- Mariss Jansons, Orchestre symphonique de la radio bavaroise, Rhapsody (SACD BR)

### Transcriptions
La transcription pour piano de l'auteur a été enregistrée par :
- Monica Gutman, piano (2000, Claves Records CLA 50-9906)
- Dana Ciocarlie, piano (avril 2000, L'Empreinte digitale ED 13122) (OCLC 49014941)

La transcription pour violon et piano de Marcel Stern :
- Susanne Stanzeleit, violon ; Julian Jacobson, piano (2003, Meridian Records CDE 84469) (BNF 39045953)